# Pugled pri Starem Logu
Pugled pri Starem Logu – wieś w Słowenii, w gminie Kočevje. W 2018 roku pozostawała niezamieszkana.